# タリビー (原子力潜水艦)
| USS Tullibee | |
| 艦歴         | |
| 発注         | 1957年11月15日 |
| 起工         | 1958年5月26日 |
| 進水         | 1960年4月27日 |
| 就役         | 1960年11月9日 |
| 退役         | 1988年6月25日 |
| その後       | 原子力艦再利用プログラム                                                                                                  |
| 除籍         | 1988年6月25日 |
| 性能諸元     | |
| 排水量       | 水上2,316トン、水中2,607トン                                                                                              |
| 全長         | 83.2 m |
| 全幅         | 7.2 m |
| 吃水         | 6.4 m |
| 予備浮力     | 12.6 % |
| 機関         | 原子力ターボ・エレクトリック方式 CE S2C型加圧水型原子炉 ×1基 蒸気タービン ×1基、電動機 ×1基 7翼スクリュー ×1軸、2,500 SHP |
| 最大速       | 水上13ノット, 水中14.8ノット                                                                                              |
| 最大深       | 213 m |
| 乗員         | 士官6名、兵員60名 |
| 兵装         | 21インチ (533 mm)魚雷発射管4基 魚雷・サブロックUUM ×12 または機雷                                                         |
| ソナー       | BQQ-2ソナー・システム |

タリビー (USS Tullibee, SSN-597) は、アメリカ海軍の攻撃型原子力潜水艦。艦名はマスの一種、タリビーに因む。その名を持つ艦としてはガトー級潜水艦73番艦(SS-284)以来2隻目。同型艦は無い。

## 概要
ノーチラスにおいて原子力を、アルバコアにおいて涙滴型船殻を手に入れたアメリカ海軍は、両者を結合したスキップジャック級において、潜水艦にとって長年の夢であった「潜航可能な船（submergible ship）」ではない「真の潜水艦（submarine）」を手に入れた。しかし、これは新たな課題のはじまりでもあった。潜航しているのが常態となった潜水艦は、その探知手段が音響的な手段（ソナー）に限定されるが、その際に自身が発する水中雑音もソナーの妨げになり、水中戦においては不利である。また、涙滴型船殻と核動力の組み合わせによる水中高速力は武器になるはずだったが、同時に大きな騒音の源ともなり、対潜水艦部隊からの探知を招く危険があった。
こうした問題の解決のため、1956年、当時の海軍作戦部長アーレイ・バーク海軍大将はノブスカ計画（Project Nobska）を指令し、官民共同の米国立科学アカデミー水中戦委員会に研究を委託。最終的な研究報告は、大きな探知距離を備えたソナー、高度の静粛性、よりいっそうの深深度潜航能力の3つを備えた潜水艦を提案した。これに基づき、1958年度計画で攻撃型の試験艦として建造されたのが本艦である。
同時期のパーミット級と同等のソナーと兵装を備えつつ、静粛性の向上のために原子力ターボ・エレクトリック方式の導入が、また、水中運動性能の向上のために艦型の縮小が、それぞれ行われた。これらによって、所期の目的は達され、水中戦におけるハンター・キラーというコンセプトも達成を見た。だが、一方で、小型の艦形は原子炉をサイズ・出力とも小さいものに制限したため、速力は極めて限定されたものとなり、兵装搭載量も乏しかった。この結果、タリビーの運用構想はきわめて限定され、敵潜水艦基地前面での待ち伏せ攻撃に特化されることになったが、このような構想は消極的に過ぎるとみなされたため採用されず、建造も1隻のみにとどめられた。スケート級に次いで、過小な船型は原子力潜水艦にとってメリットがないことが証明されたことになる。
なお、原子力ターボ・エレクトリック方式による米原潜は、他にもグレナード・P・リプスコム（1974年就役）があるが、信頼性や効率の問題から活用されなかった。2022年に起工されたコロンビア級原子力潜水艦まで、米海軍は原子力ターボ・エレクトリック方式の原潜を建造していない。

## 艦歴
タリビーの建造は1957年11月15日に発注される。1958年5月26日にコネチカット州グロトンのジェネラル・ダイナミクス、エレクトリック・ボート社で起工した。1960年4月27日にジョン・F・デヴィッドソン夫人（チャールズ・F・ブリンデュプケ中佐の未亡人）によって命名、進水し、1960年11月9日に艦長リチャード・E・ジョートバーグ中佐の指揮下就役した。
1961年1月に整調を行った後、タリビーはニューロンドン沖でソナーの評価試験および第2潜水艦開発部隊と共に原潜戦略演習を1963年まで行う。この間タリビーはバミューダとプエルトリコのサンフアンを数度訪れた。
1964年7月、タリビーはNATO軍と共に対潜水艦戦艦隊演習に参加した。翌1965年に開発任務を再開し、任務は秋まで継続した。10月28日に母港はニューハンプシャー州ポーツマスに変更され、タリビーは拡張オーバーホールのためメイン州キタリーのポーツマス海軍造船所入りした。オーバーホール作業は754日間行われ、1968年1月2日に完了した。
その後ニューロンドンに移動し、回復訓練後1969年1月にカリブ海に展開、1969年から70年にかけて開発任務を継続した。タリビーはニューロンドンを出航し地中海に向かい、第6艦隊での最初の任務に就く。この任務の期間にタリビーはNATOおよび第6艦隊の演習に参加し、ギリシャのアテネ、イタリアのナポリ、スペインのロタを訪問、12月14日にニューロンドンに帰還し、135日間で20,000海里 (30,000 km) の航海を終えた。
タリビーは第6艦隊での活動で殊勲部隊章を受章した。
タリビーは1988年6月25日に退役、同日除籍された。その後原子力艦再利用プログラムに基づいて1995年1月5日に解体が開始し、作業は1996年4月1日に完了した。